# Tellabs
Tellabs, Inc. es una empresa de tecnología de red global que brinda servicios a agencias privadas y gubernamentales. La empresa fue fundada por Michael Birck en 1974 y tiene su sede en Carrollton, Texas.

## Historia
Tellabs tiene sus inicios desde una reunión en 1974  sobre una mesa de cocina en los suburbios de Chicago. Según el fundador de la empresa, Michael Birck, un grupo de seis hombres con experiencia en ingeniería eléctrica y ventas bebían café e intercambiaban ideas para una nueva empresa de telecomunicaciones. Su objetivo era construir una empresa que ofreciera a los clientes productos y servicios que satisficieran sus necesidades específicas. Después de recaudar $110,000 en efectivo, se incorporaron como Tellabs en la primavera de 1975; el nombre combinó la idea de teléfonos y laboratorios. La puesta en marcha solo tenía un departamento de investigación de un solo hombre, un soldador de segunda mano adquirido por $25 y un osciloscopio obsoleto. En cuestión de meses, Tellabs comenzó a fabricar supresores de eco, que suprimen los molestos ecos de las llamadas telefónicas. Durante este tiempo, los socios fundadores no cobraron salarios. La empresa se hizo pública en julio de 1980 y finalizó el año con ventas por 43,7 millones de dólares. En septiembre de 1981, Tellabs presentó el primer cancelador de eco de la industria, un avance sobre los supresores de eco originales que sintetizaban un eco y lo sustraían electrónicamente. Para 1990, Tellabs había incrementado a 2000 empleados en 25 ubicaciones en todo el mundo y ventas de $211 millones.
Tellabs realizó varias adquisiciones y se expandió a nivel mundial en la década de 1980 y en la década de 1990, incluidas Coherent Communications Systems Corp. y Martis Oy en Finlandia. En 1991, la compañía tomó una nueva dirección, lanzando su sistema de conexión cruzada digital TITAN 5500 basado en SONET. Estos sistemas cambian el tráfico de un circuito a otro, conectando el tráfico dentro y entre redes.
Richard Notebaert, quien había dirigido Ameritech, la escisión de AT&T del Medio Oeste hasta que fue adquirida por SBC en 1999, asumió Tellabs como director general en septiembre de 2000. Los expertos etiquetaron a Notebaert como el "hombre de $ 6 mil millones". Sin embargo, como también informó el Chicago Sun-Times, la industria de las telecomunicaciones también colapsó. El Chicago Sun-Times informó: “Las telecomunicaciones pasaron de un auge a otro cuando el capital de riesgo se agotó y los clientes cancelaron los pedidos del tipo de equipo fabricado por Tellabs y sus competidores, incluidos Nortel Networks y Lucent Technologies ”. En 2003, siguiendo las tendencias de la industria y después de 28 años como fabricante, Tellabs vendió su última planta en Illinois y subcontrató su fabricación. La empresa siguió reduciéndose.
Krish Prabhu, exdirector de operaciones de Alcatel, asumió el cargo de director ejecutivo en febrero de 2004. Prabhu vio oportunidades a medida que crecía el uso de Internet y exigía conexiones más rápidas, así como video y mejores llamadas VoIP (Voice over Internet Protocol). Tellabs adquirió dos empresas en 2004. Compraron Advanced Fiber Communications (AFC), un proveedor de soluciones de acceso de banda ancha con una base de clientes de más de 800 proveedores de servicios en todo el mundo en el momento de la fusión en un acuerdo valorado en 1900 millones de dólares, y Marconi Communications North American Access, que vendió servicios de acceso de fibra a compañías operativas regionales de Bell y operadores de intercambio local. En el momento de la fusión, Marconi tenía una base de clientes que incluía a muchos de los operadores de telecomunicaciones más grandes del mundo, administrando más de 4 millones de líneas de capacidad y alrededor de 1 millón de líneas desplegadas. En 2007, casi la mitad de los ingresos de Tellabs provenían de productos agregados desde 2003. 
Prabhu también presidió más recortes mientras la industria de las telecomunicaciones continuaba luchando. En enero de 2008, Tellabs anunció que eliminaría 225 puestos de trabajo durante el año. Esto dejaría a Tellabs con unos 3.500 puestos de trabajo, por debajo del pico de 9.000 durante el auge de 2001. Prabhu renunció en marzo de 2008 por motivos personales; Birck lo elogió por su partida. Tellabs promovió internamente a Robert W. Pullen, quien tenía 23 años de variada experiencia en Tellabs, para suceder a Pradhu como director ejecutivo y presidente a partir del 1 de marzo de 2008. Fue presidente de la junta ejecutiva de la Asociación de la Industria de las Telecomunicaciones. En 2009, Tellabs adquirió WiChorus, una empresa emergente de Silicon Valley con sede en San José que cuenta con una plataforma central de paquetes móviles, una decisión que condujo al declive de su negocio de datos. Después de que Pullen fuera hospitalizado en junio de 2012 debido a un cáncer, Dan Kelly fue nombrado director ejecutivo y presidente en funciones; Kelly luego asumió todas las oficinas en noviembre de 2012, posterior a la muerte de Pullen. Kelly se había desempeñado anteriormente como vicepresidente ejecutivo de productos globales y había trabajado con la empresa durante más de 25 años.
En 2013, Tellabs fue adquirida por Marlin Equity Partners, una empresa de inversión global. Marlin anunció planes para establecer un negocio independiente para la cartera de productos Tellabs Access, con el objetivo de acelerar el desarrollo de tecnología de red de área local óptica (OLAN) de Tellabs. Marlin anunció que apuntaría a OLAN para empresas y agencias gubernamentales, mientras continuaba apoyando y expandiendo su territorio de telecomunicaciones. Las unidades de negocios de Transporte Óptico, Metro Ethernet y Movilidad de Tellabs se escindieron en Coriant, una compañía separada perteneciente a Marlin Equity. Mike Dagenais, un veterano de la industria que anteriormente se desempeñó como director ejecutivo de Radisys Corporation y como presidente y director ejecutivo de Continuous Computing, fue elegido para encabezar Tellabs como presidente y director ejecutivo. El enfoque de Tellabs ahora es la tecnología OLAN. OLAN utiliza fibra, que es más rápida, segura y estable en comparación con la infraestructura de cobre tradicional. Para los proveedores de servicios, las plataformas de acceso de Tellabs brindan acceso de banda ancha a más de 5 millones de hogares en América del Norte. El 11 de octubre de 2017, se anunció que Jim Norrod había sido nombrado presidente y director ejecutivo de Tellabs, tras la jubilación de Mike Dagenais.
En diciembre de 2019, Tellabs anunció que Rich Schroder había sido nombrado presidente y director ejecutivo. El Sr. Schroder ha ocupado numerosos cargos dentro de Tellabs y, más recientemente, se desempeñó como director de operaciones. Schroder es un veterano de la industria de las telecomunicaciones con experiencia previa en la dirección de organizaciones globales con múltiples sitios en Asia, Europa y los EE. UU. en nombre de AFC, Marconi, RELTEC, DSC y Siemens.

## Corporativo
La sede corporativa global de Tellabs está ubicada en el cuadrante noroeste de Dallas, Texas, en la ciudad de Carrollton, Texas.

## Hardware

### Terminales de línea óptica
El terminal de línea óptica proporciona inteligencia, gestión y control centralizado LAN de extremo a extremo. También proporciona funciones de agregación y distribución y, por lo general, reside en el centro de datos principal de un edificio. Los terminales de línea óptica de Tellabs minimizan el espacio físico requerido dentro del centro de datos principal.

### Terminales de red óptica
Tellabs diseña terminales de red óptica, destinados a su uso en implementaciones comerciales de redes ópticas pasivas (PON) de alto volumen. Los terminales de red óptica de Tellabs brindan servicios de suscripción de banda estrecha y banda ancha a través de una plataforma PON a los puntos finales de IP/Ethernet; todos los servicios se admiten de forma nativa en una sola fibra, incluidos voz analógica, VoIP, datos de alta velocidad, video IP, video RF, aplicaciones para edificios inteligentes, seguridad, vigilancia, medioambiente y automatización para LAN modernas de alto rendimiento.

## Software

### Gestión de elementos
Tellabs Panorama PON Manager es la fundación de un sistema de extremo a extremo de LAN óptica. Proporciona inteligencia centralizada y administración de elementos en toda la LAN, desde OLT a ONT y se extiende a dispositivos con alimentación subtendida. Tellabs describe su PON Manager como una ayuda para definir los recursos de LAN en el software y luego asignarlos dinámicamente, según los requisitos en tiempo real.

### Paquetes de software avanzados
La solución de LAN óptica de Tellabs está diseñada para mejorar el tiempo de actividad de disponibilidad de LAN y aumentar la eficiencia operativa y la seguridad de la red. Tellabs ofrece varios paquetes: Paquete de software de disponibilidad avanzada que crea LAN que minimizan el tiempo de inactividad anual de la red al tiempo que reducen los costos, reducen los errores humanos y mejoran la seguridad; El paquete de software operativo avanzado de Tellabs mejora la eficiencia de TI al aumentar la velocidad de las configuraciones LAN, el monitoreo, la resolución de problemas y los MAC, al tiempo que reduce nuevamente los errores humanos y los riesgos de seguridad de la red; y el paquete de software de seguridad avanzada de Tellabs mejora la defensa de la LAN física, lo cual permite políticas de protección consistentes que se administran de forma centralizada mientras continúan reduciendo los errores humanos y aumentando la estabilidad de la red.

## Servicios
Tellabs ofrece tres servicios: Servicios de red profesional, que describe como brindar soporte en todas las etapas del ciclo de vida de la red, Servicios de soporte técnico, que ofrecen una variedad de opciones de acuerdos de soporte técnico para satisfacer las necesidades específicas de la organización de la red, y Servicios de capacitación de red, que ofrecen una variedad de programas de capacitación de red para mantener al personal actualizado para respaldar todas las fases del ciclo de vida de la red.